# 张家营乡
张家营乡是中华人民共和国河北省邢台市威县下辖的一个乡。

## 行政区划
张家营乡下辖以下村级行政区划单位：
张家营村、曹家营村、刘家营村、南里庄村、前花疃村、后花疃村、军寨村、西王庄村、东平镇村、西平镇村、北马庄村、兴隆寨村、勿堂村、邵梁庄一村、邵梁庄二村、邵梁庄三村、从容村、前小辛村、后小辛村、窑洼村、元寺村、康寺固一村、康寺固二村、陆台村和东庄村。